# Monument des Conquérants de l'Espace

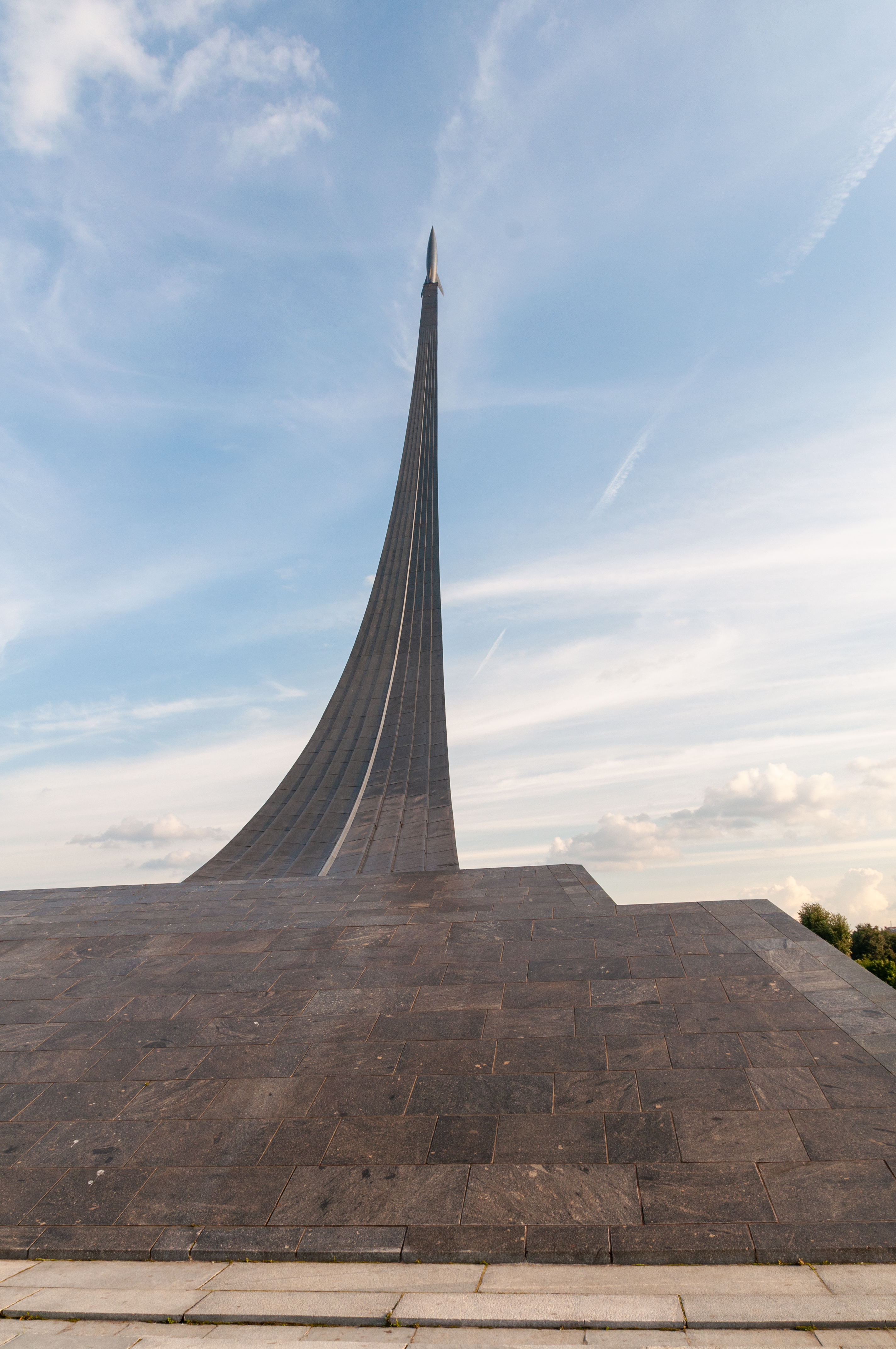
Le monument en l'honneur du lancement du premier satellite artificiel. Photo mars 2019.

Le monument des Conquérants de l'Espace (en russe : Монумент « Покорителям космоса ») est un monument érigé en 1964 à Moscou, en Russie, pour célébrer les prouesses de l'Union soviétique dans le domaine de l'exploration spatiale. Décrivant une fusée s'élevant sur son panache de fumée, il s'agit d'une œuvre en titane de 110 m de haut, inclinée à 77°. Le Musée de l'astronautique est situé à sa base.

## Localisation
Le monument est situé dans le nord-est de Moscou près de l'avenue Mira, à 20 minutes à pied du centre-ville. L'hôtel Cosmos et le centre panrusse des expositions sont situés à proximité. La station de métro la plus proche est VDNKh.
Depuis les années 1960, cette partie de Moscou possède une forte concentration de lieux liés à l'espace. Plusieurs rues de la zone ont été nommées en souvenir de pionniers de l'astronautique (Nicolas Kibaltchitch, Friedrich Tsander, Youri Kondratiouk) ou des créateurs  du programme spatial soviétique (Sergueï Korolev). À l'est du monument, l'allée des Cosmonautes présente des bustes des cosmonautes soviétiques. Le choix de cet endroit de la capitale russe est peut-être lié au fait que l'avenue Mira se dirige vers la banlieue nord-est de Moscou où, à Podlipki (actuelle Korolev), une partie du programme spatial était basé. Sergueï Korolev lui-même vivait dans une maison à quelques pâtés du monument.

## Design et sculpture
La partie principale du monument est un obélisque terminée par une fusée et ressemblant au panache de fumée de celle-ci. Elle mesure 107 m de haut et est, sur une suggestion de Korolev, recouverte d'une couche de titane. L'obélisque n'est pas perpendiculaire au sol, mais incliné de 77° par rapport à celui-ci.
Sur le piédestal de pierre du monument est gravé un poème de Nikolaï Gribatchev en russe :

« И наши тем награждены усилья,

Что поборов бесправие и тьму,

Мы отковали пламенные крылья

Своей

Стране

И веку своему! »

(« Et la récompense de nos efforts fut qu'après avoir triomphé de l'oppression et des ténèbres, nous avons forgé des ailes de feu pour notre pays et notre siècle ! »)
En dessous, en lettre plus petites : « В ознаменование выдающихся достижений советского народа в освоении космического пространства сооружен этот монумент » (« Ce monument a été construit pour célébrer les prouesses du peuple soviétique dans l'exploration spatiale ») et la date, 1964.
Les deux côtés du piédestal sont décorés de haut- et bas-reliefs décrivant les personnages du programme spatial soviétique : des scientifiques, des ingénieurs, des ouvriers, leur métier indiqué par leur costume. Ils représentent entre autres un professionnel de l'informatique ou des télécommunications tenant en main une carte perforée, un cosmonaute portant une combinaison spatiale et Laïka, le premier chien dans l'espace.
Aucun homme politique contemporain n'est représenté sur le monument (ce qui violerait une convention de l'Union soviétique post-stalinienne contre une telle commémoration de personnes vivantes), mais la foule sur sa partie droite s'avance sous une banderole de Lénine.
Une statue de Constantin Tsiolkovski, précurseur de l'astronautique, est placée en face de l'obélisque.

## Histoire
En mars 1958, six mois après le lancement de Spoutnik 1, le premier satellite artificiel autour de la Terre, le régime soviétique annonce un concours pour un monument en l'honneur de « l'âge de l'humanité spatiale ». Parmi les 350 propositions, celle du sculpteur Andreï Petrovitch Faïdych-Krandievski (ru) et des architectes Aleksandr Nikolaïevitch Koltchin et Mikhaïl Osipovitch Barchtch (ru) est retenue. L'inauguration du monument a lieu le 4 octobre 1964, lors du septième anniversaire de Spoutnik 1.
Le stylobate du monument est conçu dès le départ pour accueillir un musée. Toutefois, le musée de l'astronautique n'ouvre que le 10 avril 1981 (deux jours avant le 20e anniversaire du vol de Youri Gagarine). Ce musée ferme en 2006 pour rénovation et rouvre le 12 avril 2009.
En 2006, l'architecte en chef de Moscou Alexandre Kouzmine annonce la construction sur l'esplanade du site d'un monument en mémoire de Sergueï Korolev, père du programme spatial russe, et d'un planétaire solaire.

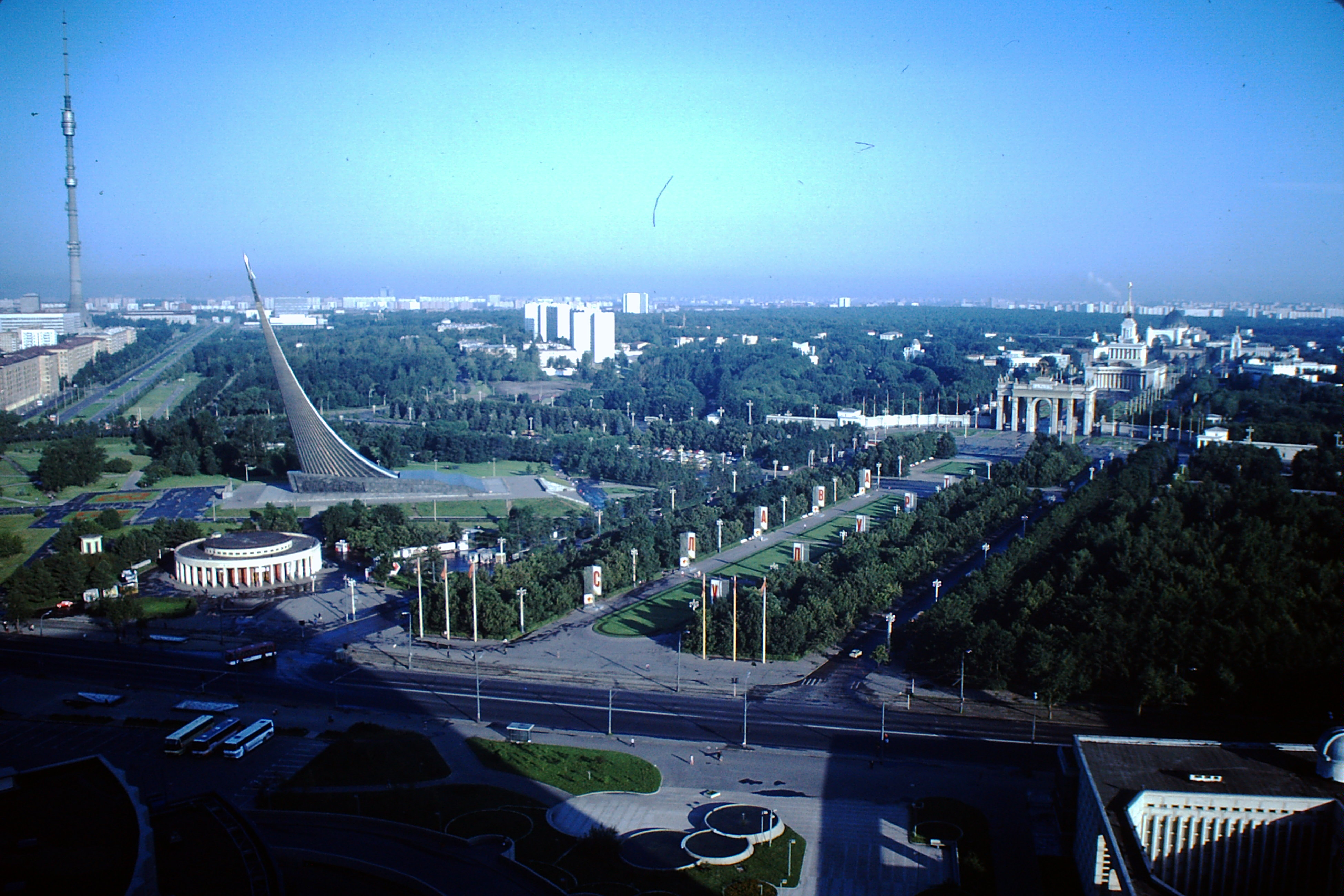
Entouré des monuments de la ville.
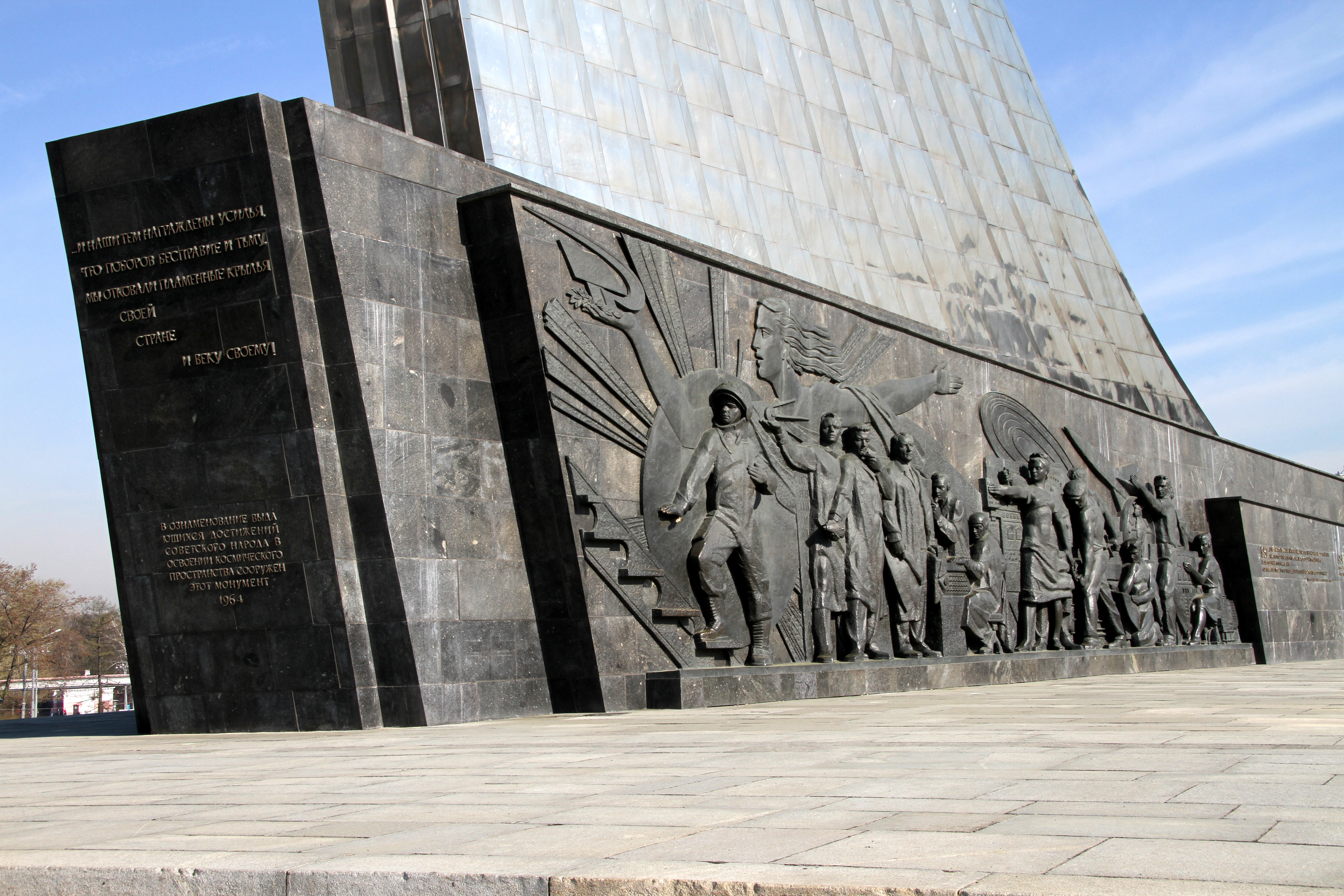
Ensemble de
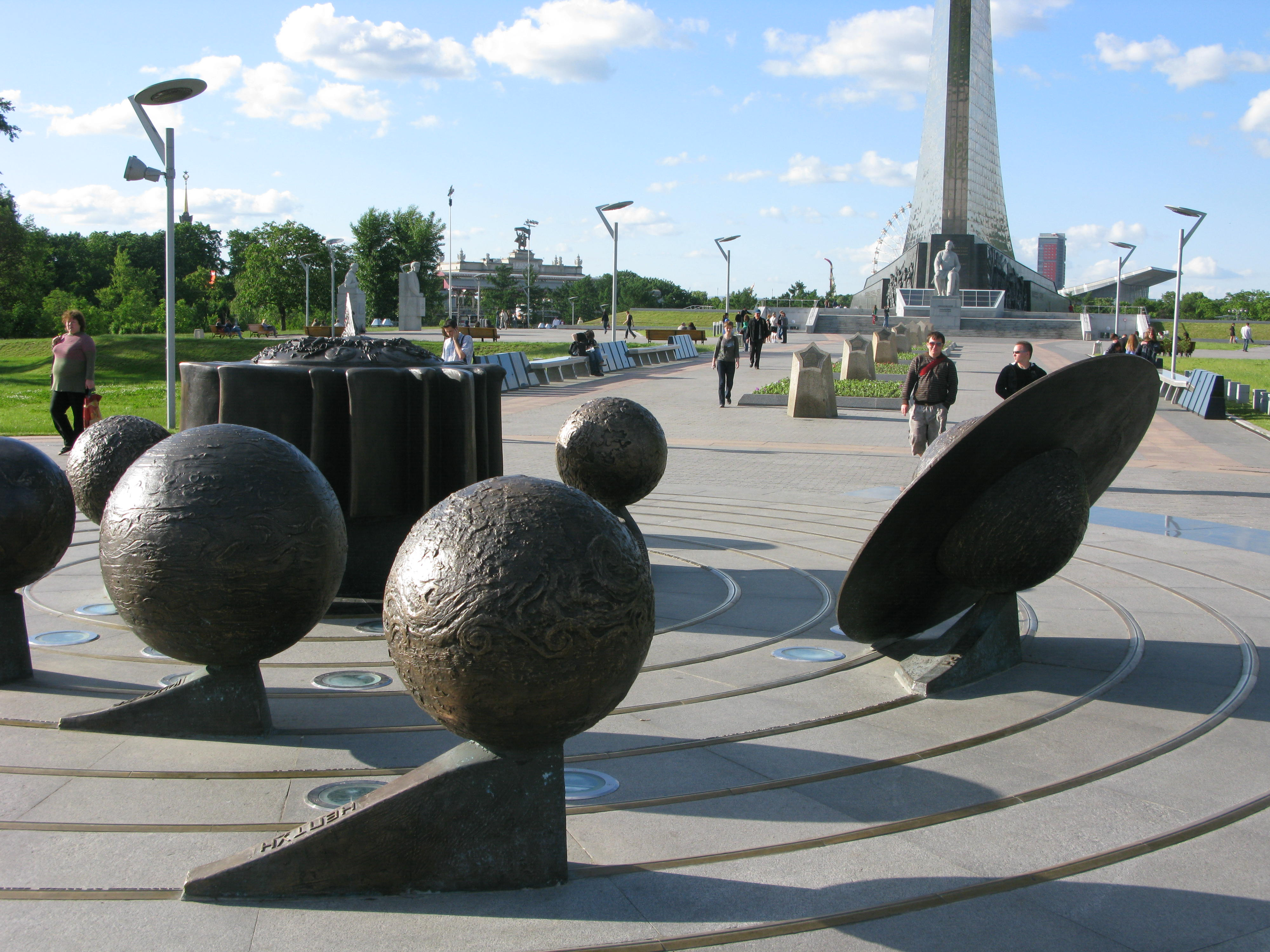
sculptures commémoratives.
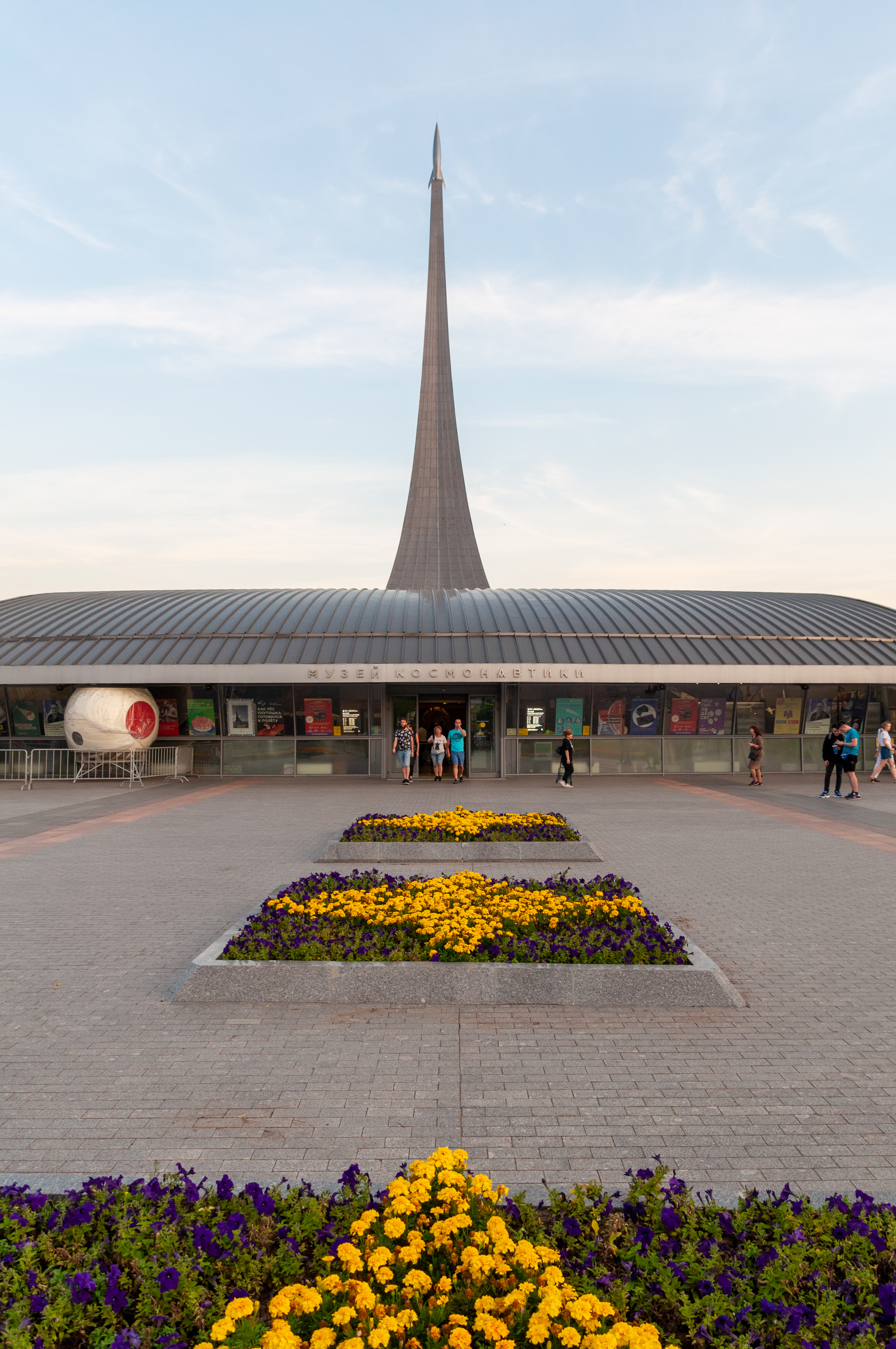
Avec l'entrée du Musée mémorial de l'astronautique.
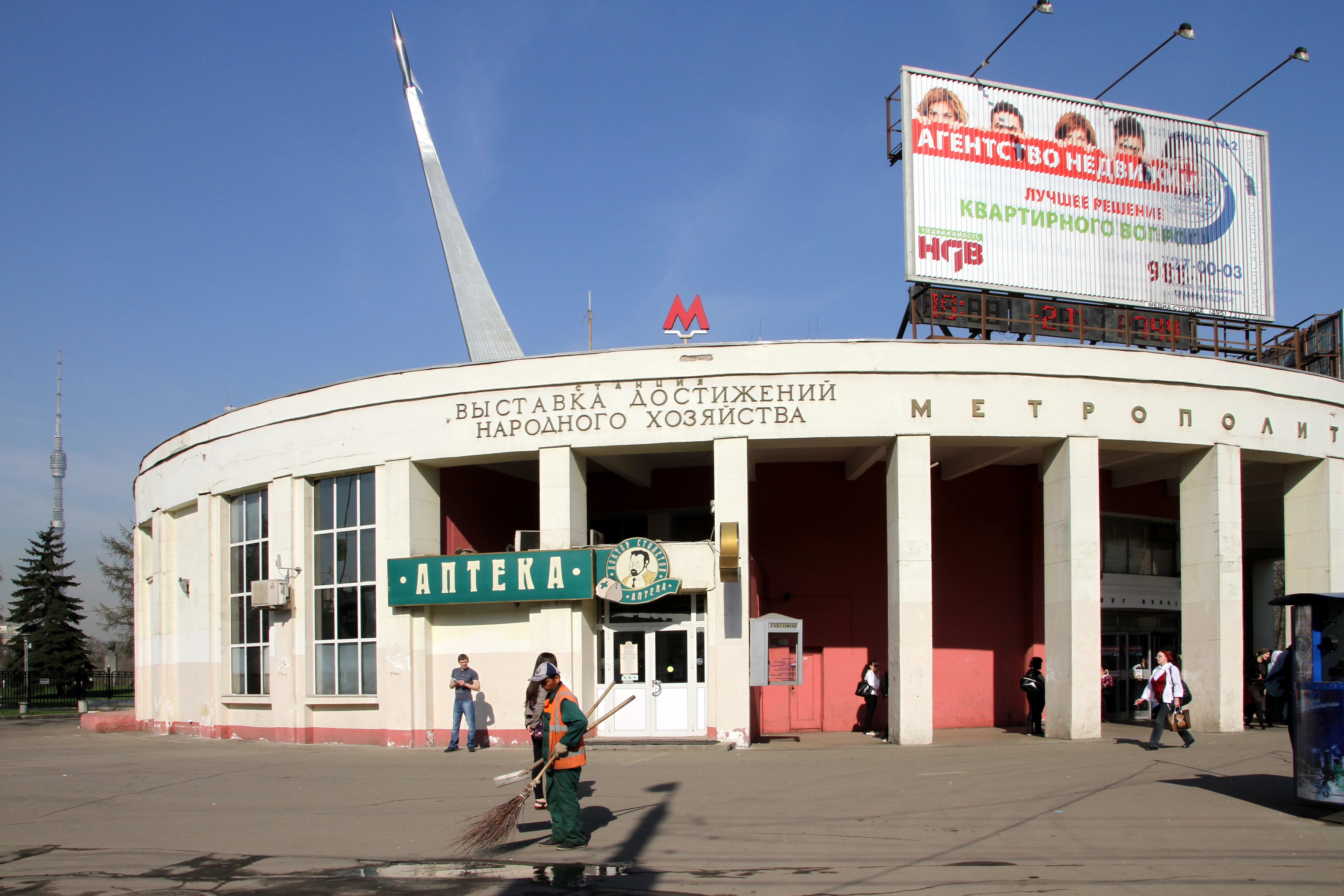
L'entrée du métro de Moscou VDNKh.

## Représentations
Le monument figure sur la pièce de 10 kopecks de 1967, dans une série de pièces commémoratives éditées lors du cinquantième anniversaire de la révolution d'Octobre. Il s'agit par ailleurs de la pièce commémorative de plus faible dénomination jamais frappée en Union soviétique (toutes les autres valaient au moins un rouble).
Le monument figure dans le clip de la chanson Go West des Pet Shop Boys en 1993.
Le monument à Constantin Tsiolkovski de Borovsk, dessiné par Sergeï Bychkov et inauguré en 2007, contient une réplique presque conforme, à échelle réduite, des Conquérants de l'Espace ainsi qu'une statue de Tsiolkovski regardant le ciel.

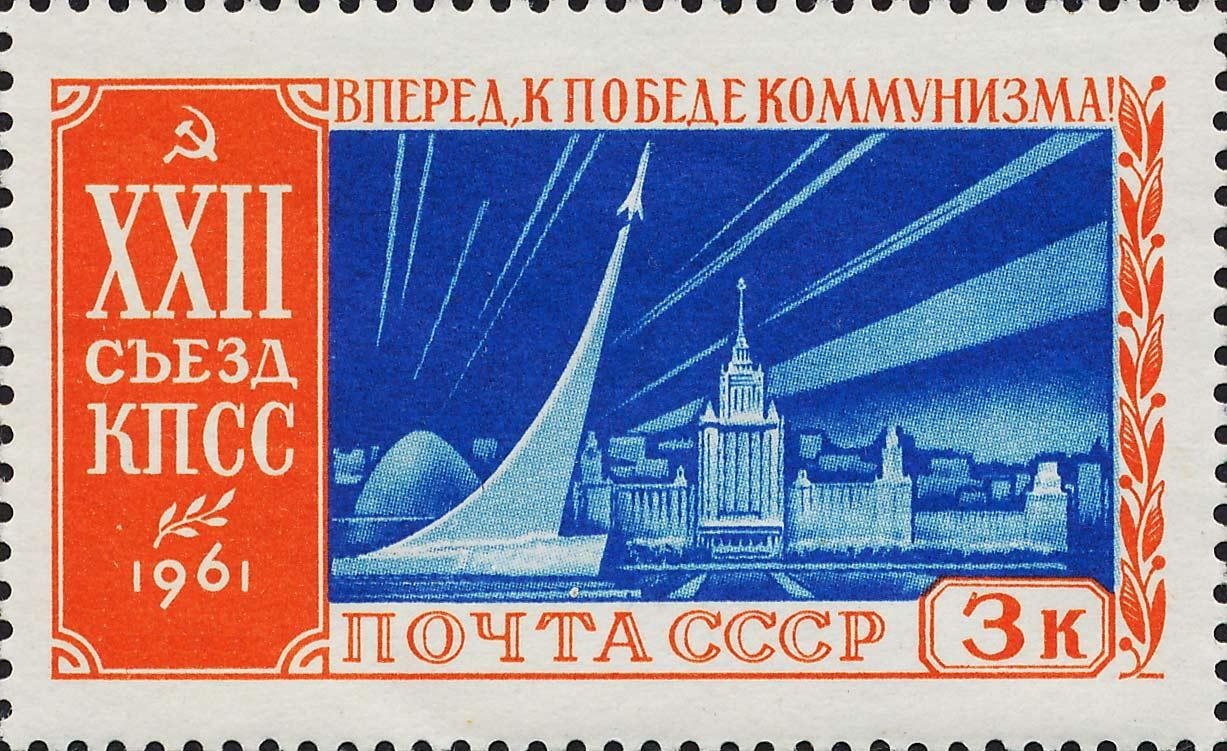
Sur un timbre de 1961.
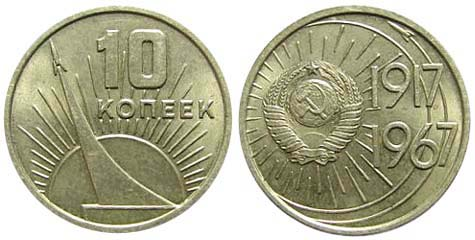
Pièce commémorative de 10 kopecks, éditée en 1967.
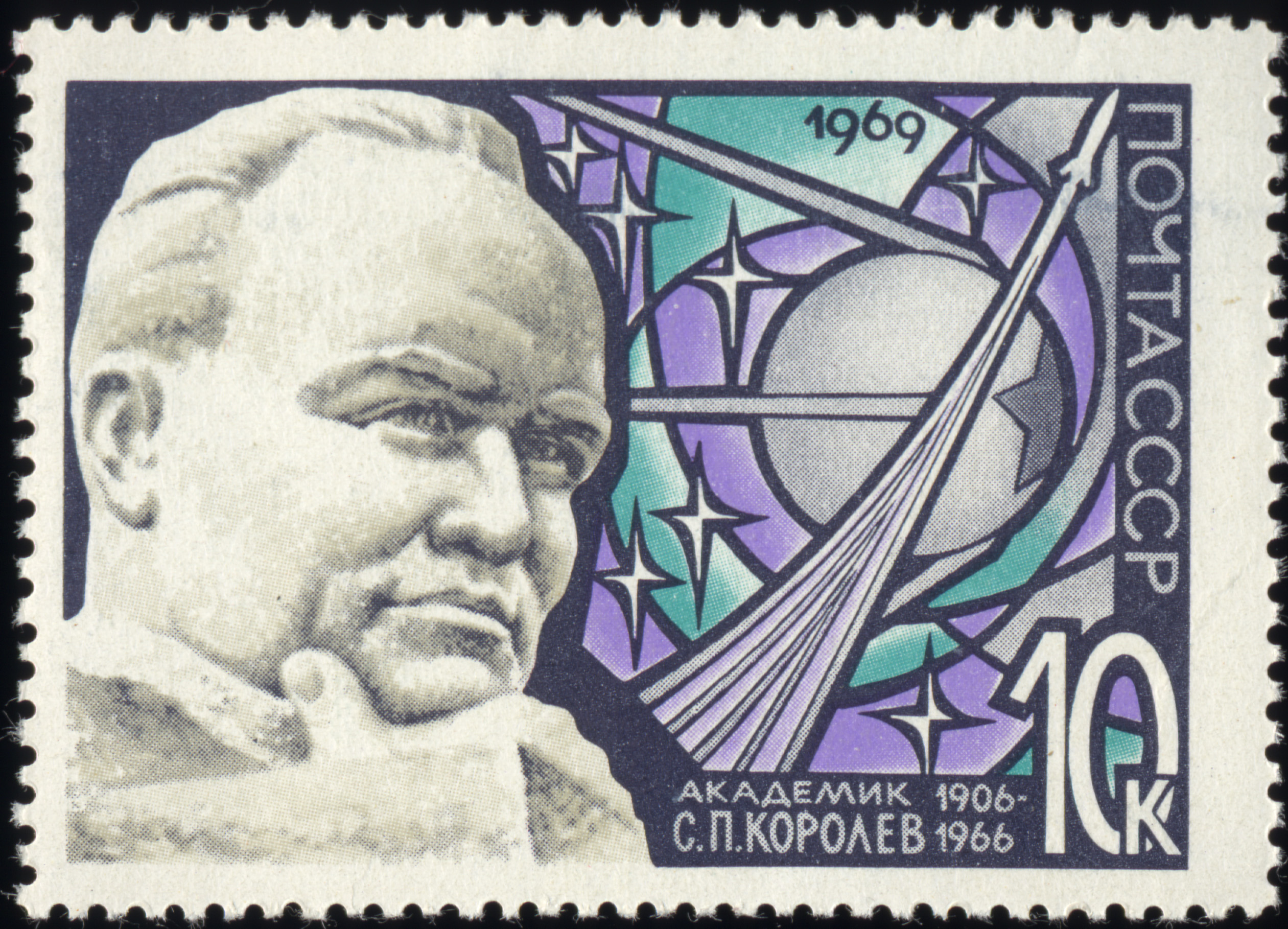
Timbre de 1969,
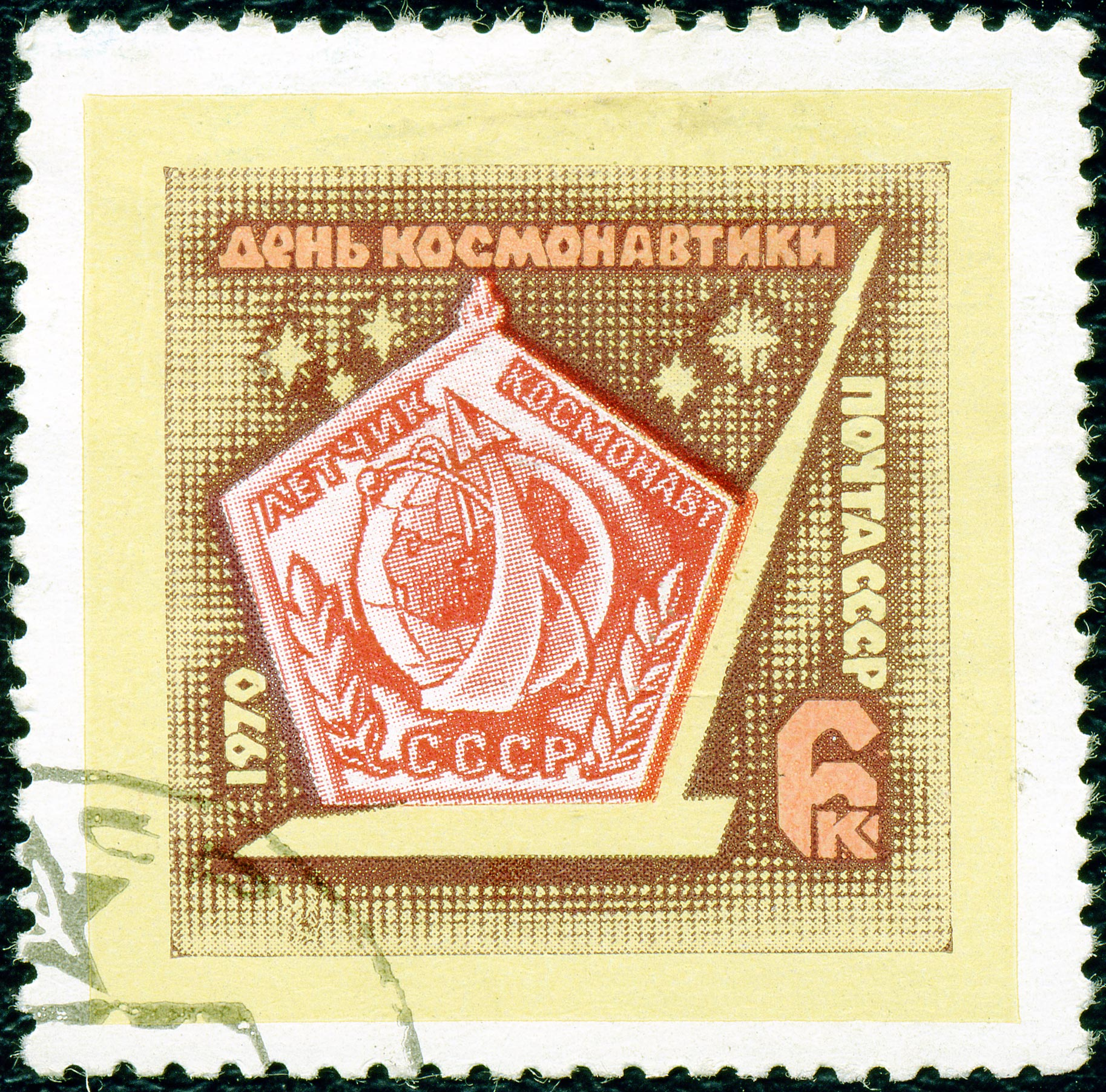
de 1970
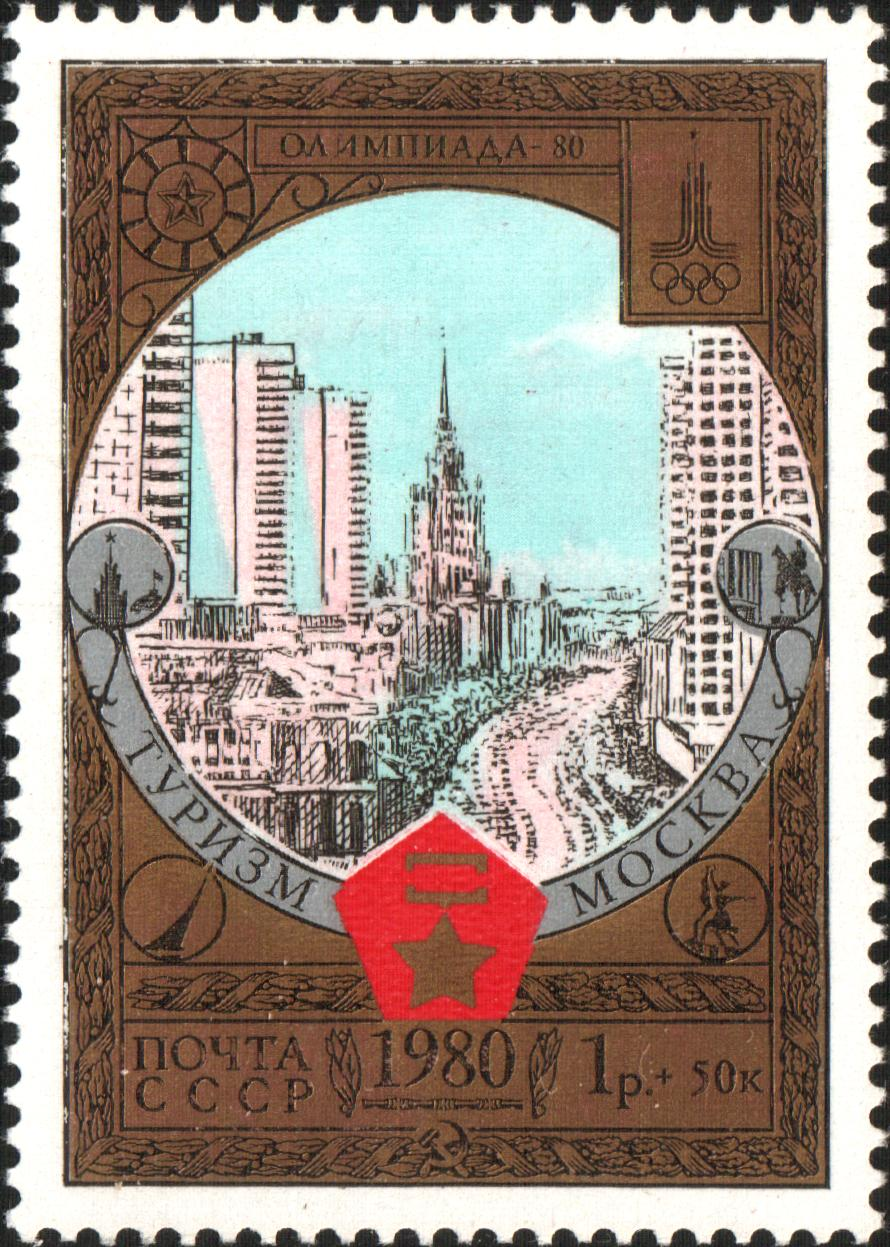
et de 1980.